# نیم‌قیفک‌ها
نیم‌قیفک‌ها (نام علمی: Hemiconus) نام یک سرده از تیره قیفکیان است.